# ミレイユ・フェリ

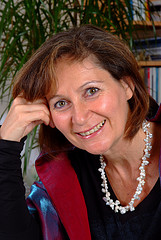
ミレイユ・フェリ

ミレイユ・フェリ（Mireille Ferri、1959年5月22日 - ）は、フランスの女性政治家。1998年から2004年までペイ・ド・ラ・ロワール地域圏議会議員。
2003年緑の党のスポークスマン。2004年イル＝ド＝フランス地域圏議会副議長。2004年ランス党大会で全国書記に立候補するが落選。2007年フランス大統領選挙に立候補したドミニク・ヴォワネと近い間柄である。緑の党全国副書記。